# Тоцукава
Тоцукава (яп. 十津川村, とつかわむら, тоцукава мура ) — село в Японії, у південній частині префектури Нара.